# Exerman-Hersby naturreservat
Exerman-Hersby naturreservat är ett naturreservat i Vallentuna kommun med en liten del i Österåkers kommun i Stockholms län.
Området är naturskyddat sedan 2003 och är 71 hektar stort. Reservatet omfattar skog och mindre våtmarker. Reservatets skog består av barrblandskog, granskog och tallskog. Faktarutan till höger visar data för delen i Vallentuna kommun, data för delen i Österåkers kommun (3,9 hektar) beskrivs i artikeln Exerman-Hersby naturreservat (del i Österåkers kommun)